# Crateuas của Macedonia
Crateuas (Tiếng Hy Lạp cổ đại: Κρατεύας), còn được gọi là Crateros (Κρατερός), là vua của Macedonia trong bốn ngày vào năm 399 TCN. Ông là một người tình của Archelaos I và đã sát hại ông ta để cướp ngôi. Một câu chuyện khác lại kể rằng Crateuas sát hại nhà vua bởi vì Archelaos đã hứa gả cho ông một người con gái của mình nhưng sau đó lại gả bà cho một người khác. Một câu chuyện thứ ba lại khẳng định Archelaus vô tình bị Crateuas sát hại trong một chuyến đi săn. Orestes và Aeropos II sau đó đã kế vị Crateuas.